# Ellison Pogo
Sir Ellison Leslie Pogo KBE (auch: Pogolamana; * 1947; † 13. Mai 2013) war ein anglikanischer Bischof in den Salomonen. Er war Erzbischof der Church of the Province of Melanesia und Bischof von Central Melanesia von 1994 bis zum 9. Dezember 2008. Er war der dritte Archbishop of Melanesia in Nachfolge von Amos Waiaru.

## Leben
Pogo erhielt seine Ausbildung am St John’s College, Auckland und  wurde 1979 ordiniert. Nach einem ersten Posten in Anderson’s Bay, Dunedin, wurde er Bischof von Ysabel in den Salomonen, bis er am 17. April 1994 als Erzbischof von Melanesien eingesetzt wurde.
Pogo war der Senior Primate der Anglican Communion bis zu seiner Pensionierung, sowie Vorsitzender der Design Group für die Lambeth-Konferenz 2008 und Vorsitzender des Pacific Theological College. Er war auch einer der wenigen anglikanischen Primasse, der von Elisabeth II. als Queen of Solomon Islands geadelt wurde. Rowan Williams, der damalige Erzbischof von Canterbury, verlieh ihm im Oktober 2008 das Cross of St Augustine.

## Familie
Pogo war verheiratet mit Roslyn. Das Paar hatte drei Kinder.